# Рожиська волость
Рожиська волость (рос. Рожищенская волость) — історична адміністративно-територіальна одиниця Луцького повіту Волинської губернії Російської імперії. Волосний центр — містечко Рожище.

## Історія
Наприкінці ХІХ ст. до складу волості увійшли поселення Навіз і Сокуль ліквідованої Годомицької волості, Жидичин та Кульчин ліквідованої Милушівської волості, натомість село Любче відійшло до складу Щуринської волості.[джерело?]
Станом на 1885 рік складалася з 23 поселень об'єднаних у 7 сільських громад. Населення — 12004 осіб (6064 чоловічої статі та 5950 — жіночої), 436 дворових господарства.
Основні поселення волості:
- Рожище — колишнє власницьке містечко при річці Стир за 20 версти від повітового міста; волосне правління; 100 осіб (приватних осіб 2597), 9 дворів, православна церква, католицька каплиця, синагога, єврейський молитовний будинок, поштова станція, цегельний, смоляний, пивоварний та винокурний заводи. За 1/4 версти — станція залізниці. За 2 версти — цегельний завод. За 5 верст — чиншеве село Копачівка із єврейським молитовним будинком, постоялим будинком, лавкою. За 7 верст — колонія Слободарка із лютеранським молитовним будинком, постоялим будинком. За 10 верст — полустанок залізниці. За 12 версти — садиба Гулевичі із молитовним будинком, школою.
- Вишеньки — колишнє власницьке село при річці Стир, 112 осіб, 10 дворів, костел, єврейський молитовний будинок, постоялий будинок, шкіряний завод.
- Козинська Рудка — колишнє власницьке село, 350 осіб, 34 двори, православна церква, постоялий будинок.
- Любче — колишнє власницьке село, 280 осіб, 44 двори, православна церква, постоялий будинок, вітряк.
- Переспа — колишнє власницьке село, при болоті, 235 осіб, 26 дворів, лавка, паровий млин, сукновальня.
- Пожарки — колишнє власницьке село, 230 осіб, 26 дворів, православна церква, постоялий будинок.
- Порськ — колишнє власницьке село, при річці Стохід, 280 осіб, 24 двори, православна церква.
- Топульне (Топільне) — колишнє власницьке село, при річці Стир, 412 осіб, 37 дворів, каплиця, постоялий будинок, водяний млин.

## Під владою Польщі
18 березня 1921 року Західна Волинь відійшла до складу Польщі. Волость продовжувала існувати як ґміна Рожище Луцького повіту Волинського воєводства в тих же межах, що й за Російської імперії та Української держави.
1 квітня 1930 р. з ґміни Рожище до новоутвореної ґміни Ківерці передані села: Озерця, Небіжка, Дубовичі, Жабка, Клепачів, Кульчин, Жидичин, Сапогове і Солтиси та колонії: Липовець, Железниця і Смолярня, до новоутвореної ґміни Княгининок — села: Тростянка, Буків, Іванчиці Старі, колонії: Озерце, Дмитрівка Нова, Брищі I, Брищі II, Рокині Старі, Рокині Нові, Гірка Вільшанська й Іванчиці Нові.
Розпорядженням міністра внутрішніх справ 23 січня 1934 р. територія міста Рожище розширена шляхом вилучення з сільської ґміни Рожище Луцького повіту та включення до міста сіл Юридика і Жалобове та колонії Нове Жалобове і частини земель з фільварком маєтку Рожище.
Польською окупаційною владою на території ґміни інтенсивно велася державна програма будівництва польських колоній і заселення поляками. На 1936 рік ґміна складалася з 50 громад:
1. Олександрівка Нова — колонії: Олександрівка Нова і Долини;
2. Олександрівка Стара — колонія: Олександрівка Стара;
3. Олександрове — колонії: Олександрове, Корчівка і Магазин;
4. Антонівка — колонії: Антонівка, Лисуха і Перчуха;
5. Башова — колонії: Башова і Маніве;
6. Чебені — колонії: Чебені, Чебені Нові й Геленівка Нова;
7. Дмитрівка — колонії: Дмитрівка, Марянівка і Зубрівщина;
8. Дубище — село: Дубище та колонія: Дубище Нове:
9. Духче — село: Духче та фільварок: Думка;
10. Ельжбетин — колонії: Ельжбетин, Василівка і Зелене-Багно;
11. Французи — колонія: Французи;
12. Фридрихівка — колонія: Фридрихівка;
13. Глинище — колонія: Глинище;
14. Юридика — село: Юридика;
15. Кирилюха — колонія: Кирилюха;
16. Шпанів — колонія: Шпанів та село: Коняків;
17. Копачівка — колонії: Копачівка і Копачівка-Нова та село: Бейнарівка;
18. Копачовскі-Посьолек — колонія: Копачовскі-Посьолек;
19. Копче — село: Копче;
20. Козин — село: Козин;
21. Кременець — колонія: Кременець;
22. Линівка — село: Линівка та колонії: Емілін-Старий, Емілін-Новий і Нова-Линівка;
23. Михалин — колонія: Михалин;
24. Мирославка — колонія: Мирославка та фільварок: Соловин;
25. Мильськ — колонії: Мильськ, Мильськ-Новий, Каролівка і Ракова Гора;
26. Навіз — село: Навіз;
27. Олешковичі — колонія: Олешковичі;
28. Ольганівка — колонії: Ольганівка-Стара, Ольганівка-Нова, Катеринівка і Ретове;
29. Падалівка — село: Падалівка та колонія: Вознянка;
30. Переспа — село: Переспа;
31. Підліски — колонія: Підліски;
32. Пожарки — село: Пожарки;
33. Рефівка — колонія: Рефівка;
34. Рудка-Козинська — село: Рудка-Козинська та колонія: Михайлівка;
35. Рудня — село: Рудня та колонія: Рудня-Нова;
36. Ситарівка — село: Сітарівка;
37. Слободарка — село: Слободарка та колонії: Геленівка-Стара і Янівка;
38. Сокіл — місто: Сокіл та колонія: Кудрин;
39. Терноволя — колонії: Терноволя і Дебище-Старе;
40. Топільне — село: Топільне;
41. Ужова — колонії: Ужова і Каролінівка;
42. Валерянівка — колонії: Валерянівка, Нова-Валерянівка і Серхів;
43. Вахівка — колонії: Вахівка і Володимирівка;
44. Вовонянка — колонія: Вовонянка;
45. Вишеньки — колонія: Вишеньки;
46. Володківщина — село: Володківщина;
47. Забара — колонія: Забара;
48. Залісці — село: Залісці;
49. Запуст-Старий — колонії: Запуст-Старий і Франівка та хутір: Мяківка;
50. Жолобове — село: Жолобове та колонія: Жолобове-Нове.

Після радянської анексії західноукраїнських земель ґміна ліквідована у зв'язку з утворенням Рожищенського району.